# Здание института Киевднепротранс
Здание института Киевгипротранс — находится в Киеве по адресу улица Симона Петлюры, 15. Сейчас в здании находится Государственное Бюро Расследований.

## История
Основное здание было построено в 1956 году по проекту Г. Домашенко. В 1974 году был пристроен новый корпус (инженер-архитектор — Л. Цвилий). Корпуса соединены переходом.

## Архитектурные особенности
Основное здание — шестиэтажное, кирпичное, прямоугольное, с подвалом. План вытянут вдоль направления улицы, несимметричен: парадный вход делит здание на части в соответствии с функциональным разделением института. Фасад — монументальный, с модернизированным классическим ордером, дополненным пилястрами и элементами советской символики (серп и молот, звёзды, флаги). В центральной части — парадный вход с гранёными полуколоннами. Верхние этажи облицованы светлыми керамическими плитами, два нижних — рустированы тёмно-красными.
Пристроенный корпус — девятиэтажный, расположен перпендикулярно основному по оси главного входа.